# Kurlande
Die Kurlande waren jene Territorien im Heiligen Römischen Reich, mit welchen die spezifischen Rechte der Kurfürsten untrennbar verbunden waren. Diese Rechtsstellung ergab sich aus der Goldenen Bulle von 1356, aus Reichsgesetzen und den Wahlkapitulationen. Kurlande, Kur und ihre Erzämter waren untrennbar miteinander verbunden. So wie Wahlrecht und Erzamt unterlagen daher auch die Kurlande der Unteilbarkeit. 

## Kurlande des Kurfürstentum Brandenburg

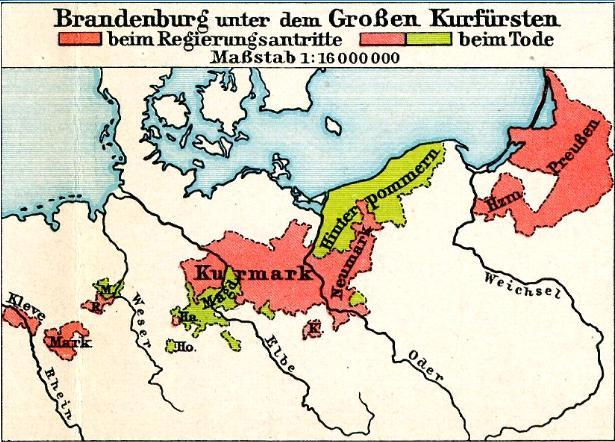
Brandenburg-Preußen mit der zentralen Kurmark und Preußen um 1688

Das Kurfürstentum Brandenburg bestand aus mehreren Landesteilen, wovon nur die Altmark und die Mittelmark zur Kurmark zählen. Die Neumark und alle später erworbenen Gebiete waren nicht Teil der Kurlande. 

## Kurlande des Kurfürstentum Sachsen
Sachsen-Wittenberg ging 1423 als Kurkreis in den wettinischen Herrschaftsbereich, auch als Kurfürstentum Sachsen bezeichnet, ein. Die für die Kur konstituierenden Kurlande blieben aber auf das ehemalige Herzogtum Sachsen-Wittenberg beschränkt. Das bedeutet, derjenige Herzog, der den Kurkreis besaß, war Kurfürst. Im Fall der Leipziger Teilung von 1485 führte das dazu, dass nur der ernestinische Teil des Landes das Kurrecht erhielt, und der albertinische Teil nur das Herzogrecht zurückbehielt.